# Бессы
Бессы (лат. Bessi, греч. Βησσοί) — одно из древних иллирийско-фракийских племён Балканского полуострова. 
В ЭСБЕ написано что Бесы, Biessi, Βίεσσοι это имя славянского народа, жившего во время Птолемея в теперешней Галиции, у подножия Карпат, и о них писал Шафарик, в «Славянских Древностях».

## История
Бессы населяли горную местность вдоль хребта Гемон, на территории древней Македонии. Бессы контактировали с близкими им генетически мёзами, хотя иногда и конфликтовали с ними за пастбищные земли, так как и те, и другие занимались кочевым и полукочевым скотоводством. Сильное влияние на них также начала оказывать древнегреческая, а затем и древнеримская цивилизации. Бессы не смогли создать собственной государственности, хотя сами вели независимый образ жизни, достигнув пика своего племенного могущества около III—II в. до н. э. Армия римского полководца Марка Лукулла покорила племя бессов в 72 году до нашей эры. Большая их часть оказалась включённой в состав римской провинции Мёзия.